# Цибульский, Генрик
Генрик Цибульский (пол. Henryk Cybulski, 1910 — 1971) — польский военный деятель, поручик, один из лидеров польской самообороны.

## Биография
Работал лесником, когда в сентябре 1939 года Красная армия вторглась в Восточную Польшу. 10 февраля 1940 был депортирован советскими властями в Сибирь, однако летом того же года ему удалось бежать, и, спустя восемь недель, вернуться на Волынь. Как он позже писал, ему очень помог спортивный опыт в беге на длинные дистанции. По возвращении устраивался на несколько черновых работ, стараясь затаиться и не привлекать внимание советских властей.
В августе 1942 года вступил в Армию Крайову. Ранней весной 1943 года, в начале устроенной Украинской повстанческой армией (УПА) Волынской резни, вместе с Людвиком Малиновским стал одним из комендантов Пшебражской обороны. Под его руководством отряды польского сопротивления реорганизовались в бригаду численностью порядка 500 человек, включая кавалерийское подразделение. Пшебраже превратилось в крепость, в которой проживало до 25 000 человек. В дальнейшем защитники Пшебраже объединили усилия с действовавшими в этой местности советскими партизанскими отрядами под командованием Николая Архиповича Прокопюка.
Вместе они отбивали атаки членов ОУН-УПА на Пшебраже, а во второй половине 1943 года организовали несколько рейдов на украинские националистические центры, в том числе нападение на военную школу УПА в Тростянце. Когда Красная армия освободила Волынь, присоединился к одной из частей, но вскоре ушёл, узнав, что НКВД собирается его арестовать. Его послевоенное местонахождение остаётся неизвестным. В 1960-х издал мемуары в виде книги «Czerwone noce» («Красные ночи»).

## Публикации
- Цибульский Г., Пайонк Г.[пол.] Czerwone noce. 1964.